# Cerrophidion godmani
Espèce
Synonymes
- Bothriechis godmani Günther, 1863
- Bothriechis trianguligera Fischer, 1883

Statut de conservation UICN

 LC  : Préoccupation mineure
Cerrophidion godmani est une espèce de serpents de la famille des Viperidae.

## Répartition
Cette espèce se rencontre en Oaxaca au Mexique et au Guatemala.

## Description

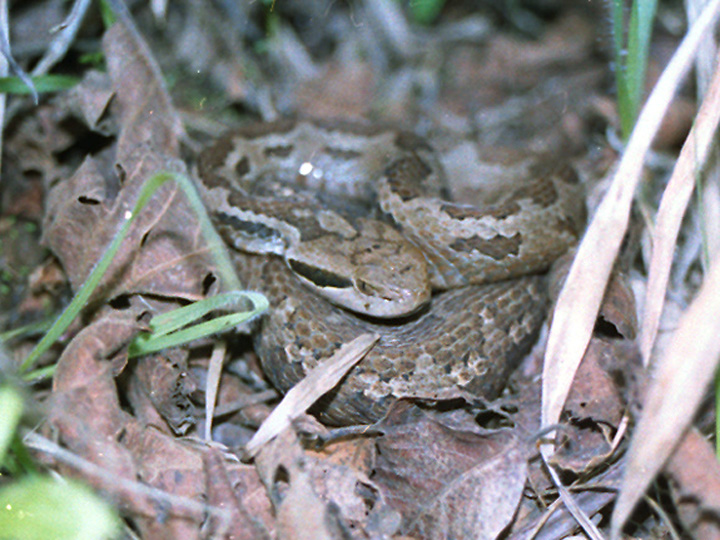

C'est un serpent venimeux qui atteint en général 50 cm, les plus grands individus pouvant parfois dépasser 75 cm. Ce sont des reptiles terrestres.

## Taxinomie
Les spécimens connus au sud du Guatemala, auparavant considérés comme appartenant à cette espèce, sont en fait Cerrophidion sasai et Cerrophidion wilsoni.

## Étymologie
Cette espèce est nommée en l'honneur de Frederick DuCane Godman.

## Publication originale
- Günther, 1863 : Third account of new species of snakes in the collection of the British Museum. Annals and magazine of natural history, ser. 3, vol. 12, p. 348-365 (texte intégral).